# 五分法身
五分法身（梵語：pañca-dharma-skandhāḥ；巴利語：pañca-dhamma-k-khandhā），佛教術語，以五種功德法(guṇa-dharma)而成就解脫身、佛身也，即：
- 戒（śīla）：身律儀、語律儀、命清淨
- 定（samādhi）：三三摩地 (空、無願、無相)
- 慧（prajñā）：正見智
- 解脫（vimukti/vimutti）：作意相應所有心信解，已信解、當信解[2]
- 解脫智見（vimukti-jñāna-darśana/vimutti-ñāṇa-dassana）：達成解脫，如實了知煩惱已斷除，不復生起之智。說一切有部稱為盡智[3]和無生智[4]。南傳上座部註釋書則以十六觀智最後階段的省察智（paccavekkhaṇa-ñāṇa）註解[5]。

「戒、定、慧、解脫、解脫智見」五身，是佛教聖者所成就「無漏五蘊」，與有漏的色、受、想、行、識等五蘊相對，不隨涅槃而消失。

## 外部連結
- 《六祖壇經箋註》，丁福保居士著，http://book.bfnn.org/books2/1295.htm#a02（页面存档备份，存于）
- 佛學辭典 - 五分法身
- 解脫道論三種善（页面存档备份，存于）